# Triumph or Agony
Albums de Rhapsody of Fire
Symphony Of Enchanted Lands II - The Dark Secret
(2004) The Frozen Tears of Angels
(2010)
Triumph or Agony est le septième album du groupe de power metal symphonique italien Rhapsody sorti le 25 septembre 2006, qui marque les débuts du groupe sous son nouveau nom : Rhapsody of Fire.
Pour la narration, le groupe a de nouveau fait appel à Christopher Lee, dans le rôle du "Wizard King" mais aussi à Susannah York. Le style du groupe évolue vers un metal mettant plus en avant qu'auparavant les orchestrations et réduisant quelque peu le tempo, au détriment d'une certaine agressivité de leur musique. Des chœurs ainsi qu'un orchestre symphonique ont été utilisés pour enregistrer cet album.
L'illustration de la pochette a été réalisée par Jeff Easley, célèbre pour son travail sur le jeu Donjons et Dragons.

## Titres
1. Dar-Kunor - 3:13
  1. I. Echoes From The Elvish Woods
  2. II. Fear Of The Dungeons
2. Triumph Or Agony - 5:03
3. Heart Of The Darklands - 4:12
4. Old Age Of Wonders - 4:35
5. The Myth Of The Holy Sword - 5:03
6. Il Canto Del Vento - 3:54
7. Silent Dream - 3:52
8. Bloody Red Dungeons - 5:12
9. Son Of Pain - 4:43
10. The Mystic Prophecy Of The Demonknight - 16:26
  1. I. A New Saga Begins
  2. II. Through The Portals Of Agony
  3. III. The Black Order
  4. IV. Nekron's Bloody Rhymes
  5. V. Escape From Horror
11. Dark Reign Of Fire - 6:27
  1. I. Winter Dawn's Theme

Pistes Bonus de l'édition limitée
1. Defenders of Gaia - 4:35
2. A New Saga Begins (Radio edit) - 4:20
3. Son of Pain (version italienne) - 4:47
4. Son of pain (chantée en français, disponible uniquement sur la version de l'album éditée spécialement pour la France)